# 9478 Caldeyro
9478 Caldeyro tiểu hành tinh trong vành đai chính với củng điểm quỹ đạo 2,647588 AU. Nó có độ lệch tâm 0,1431419 và một vòng quỹ đạo 1983,83 ngày (5,43 năm). Nó được đặt theo tên pioneering perinatologist Roberto Caldeyro-Barcia.
Caldeyro có tốc độ quỹ đạo trung bình 16,94423601 km/s và một độ nghiêng 4,69503°.
Tiểu hành tinh này được phát hiện ngày 24 tháng 9 năm 1960 bởi Cornelis Johannes van Houten và Ingrid van Houten-Groeneveld.